# Allan Starski
Allan Starski est un chef décorateur et directeur artistique polonais, né le 1er janvier 1943 à Varsovie.

## Biographie
Allan Starski est le fils du scénariste et parolier polonais Ludwik Starski. En 1969, il est diplômé de la Faculté d'architecture intérieure de l'Académie des beaux-arts de Varsovie. La même année, il commence à travailler en tant que concepteur de plateau de tournage dans les équipes de producteurs de films polonais.
Il est l'auteur des décors de nombreux films et a collaboré à de nombreuses reprises avec Andrzej Wajda, ainsi qu'avec Krzysztof Kieślowski, Janusz Zaorski, Agnieszka Holland, Roman Polański et Władysław Pasikowski.
En 1979, avec Maria Osiecka-Kuminek (pl), il reçoit les Lions de Bronze de Gdańsk pour la scénographie du film Les Demoiselles de Wilko. En 1993, avec la scénographe Ewa Braun, il reçoit l'Oscar pour la scénographie du film La Liste de Schindler réalisé par Steven Spielberg. En 2000, il reçoit l'Aigle pour la conception de la scène pour Pan Tadeusz d'Andrzej Wajda en 2003, le même prix pour la conception de scène pour Le Pianiste de Roman Polanski, en 2013 pour sa conception de la production à la suite de Wladyslaw Pasikowski.
Il est l'auteur du livre Scénographie paru en 2013.
Lauréat d'un Oscar et d'un César, il est membre de l'Académie européenne du cinéma.

## Filmographie
- 1976 : Brunet wieczorową porą
- 1976 : Smuga cienia
- 1977 : Sam na sam
- 1977 : L'Homme de marbre (Czlowiek z marmuru) d'Andrzej Wajda
- 1977 : Sprawa Gorgonowej
- 1978 : Co mi zrobisz, jak mnie zlapiesz
- 1978 : Sans anesthésie d'Andrzej Wajda
- 1979 : Les Demoiselles de Wilko (Panny z Wilka) d'Andrzej Wajda
- 1980 : Le Chef d'orchestre (Dyrygent) d'Andrzej Wajda
- 1981 : Dziecinne pytania
- 1981 : L'Homme de fer (Czlowiek z zelaza)
- 1983 : Danton d'Andrzej Wajda
- 1983 : Un amour en Allemagne (Eine Liebe in Deutschland) d'Andrzej Wajda
- 1985 : Sans fin (Bez konca) de Krzysztof Kieślowski
- 1986 : Notturno (Mit meinen heißen Tränen) (feuilleton TV) de Giorgio Bontempi
- 1986 : Jezioro Bodenskie
- 1987 : Les Rescapés de Sobibor (Escape from Sobibor) (téléfilm) de Jack Gold
- 1988 : Les Possédés
- 1989 : Lawa. Opowiesc o 'Dziadach' Adama Mickiewicza
- 1990 : Korczak d'Andrzej Wajda
- 1990 : Europa Europa de Agnieszka Holland
- 1991 : La Guerre des nerfs (Eminent Domain)
- 1992 : Koniec gry (Fin de partie)
- 1992 : Papierowe malzenstwo (Le Mariage de papier)
- 1993 : L'Anneau de crin (Pierscionek z orlem w koronie)
- 1993 : Daens de Stijn Coninx
- 1993 : La Liste de Schindler (Schindler's List) de Steven Spielberg
- 1995 : La Semaine sainte (Wielki tydzien)
- 1997 : Historie milosne (Histoires d'amour)
- 1997 : Washington Square de Agnieszka Holland
- 1999 : Pan Tadeusz - Quand Napoléon traversait le Niémen (Pan Tadeusz) d'Andrzej Wajda
- 2000 : Prawo ojca
- 2001 : Le Tombeau (The Body) de Jonas McCord
- 2002 : Le Pianiste (The Pianist) de Roman Polanski
- 2003 : Memories (The I Inside)
- 2004 : Eurotrip de Jeff Schaffer
- 2005 : Oliver Twist de Roman Polanski
- 2007 : Hannibal Lecter : Les Origines du mal (Hannibal Rising) de Pietro Scalia et Peter Webber
- 2012 : Pokłosie (pl) de Władysław Pasikowski
- 2013 : La Bataille de Westerplatte de Paweł Chochlew

## Distinctions
- Oscar de la meilleure direction artistique en 1993 pour La Liste de Schindler.
- César du meilleur décor en 2003 pour Le Pianiste.